# Aegir (Mond)
Aegir (auch Saturn XXXVI) ist einer der kleineren äußeren Monde des Planeten Saturn.

## Entdeckung
Die Entdeckung von Aegir durch David C. Jewitt, Scott S. Sheppard, Jan Kleyna und Brian G. Marsden auf Aufnahmen vom 12. Dezember 2004 bis zum 11. März 2005 wurde am 3. Mai 2005 bekannt gegeben. 

Aegir erhielt zunächst die vorläufige Bezeichnung S/2004 S 10. Im April 2007 wurde der Mond dann nach dem Meeresriesen Ägir (auch Ægir oder Hlér), einem Sohn des Reifriesen Fornjótr (auch Fornjot) und Bruder von Logi und Kari, aus der nordischen Mythologie benannt.

## Bahndaten
Aegir umkreist Saturn auf einer retrograden exzentrischen Bahn in rund 1116 Tagen und 6 Stunden. Die Bahnexzentrizität beträgt 0,251, wobei die Bahn mit 167,43° gegen die Ekliptik geneigt ist.

## Aufbau und physikalische Daten
Aegir besitzt einen Durchmesser von etwa 6 km.